# Khúc côn cầu trên cỏ

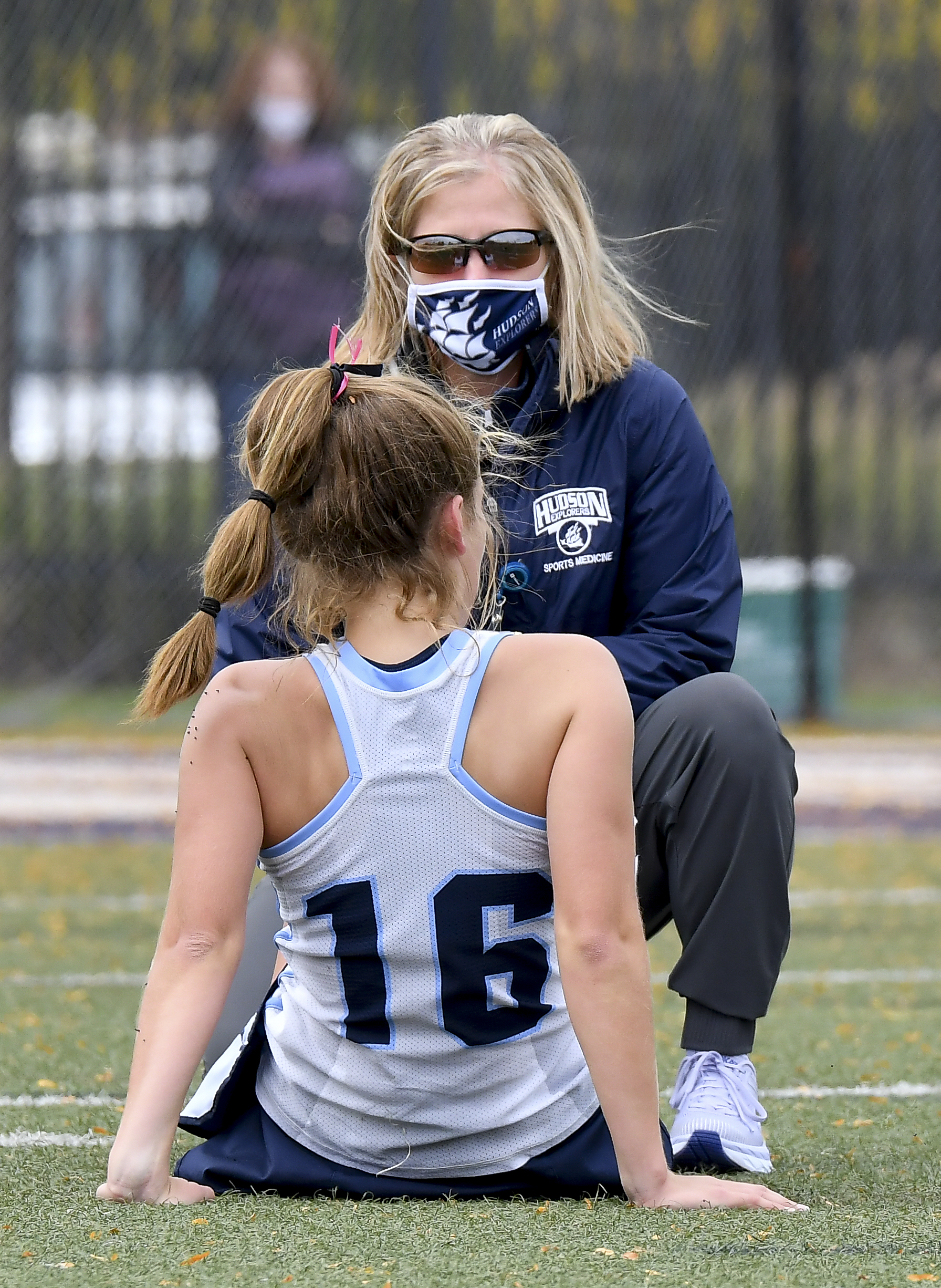
Huấn luyện viên đang chỉ đạo chiến thuật

Khúc côn cầu trên cỏ hay hockey trên cỏ là một môn thể thao đồng đội thuộc họ khúc côn cầu. Nguồn gốc đầu tiên của môn thể thao này có niên đại từ thời Trung cổ ở Scotland, Hà Lan, và Anh. Các trò chơi có thể được chơi trên một sân cỏ tự nhiên hoặc một sân cỏ nhân tạo trong nhà. Mỗi đội chơi với mười một người bao gồm cả thủ môn. Người chơi sử dụng gậy làm bằng gỗ hoặc sợi thủy tinh để đánh một quả bóng hình tròn, cứng, giống cao su. Chiều dài của gậy phụ thuộc vào chiều cao của từng người chơi. Không có gậy tay trái ở khúc côn cầu, và chỉ có một bên của gậy được phép sử dụng. Đồng phục bao gồm bảo vệ ống chân, giày thể thao, váy hoặc quần short và áo. Vào đầu thế kỷ 21, trò chơi này phổ biến trên toàn thế giới, đặc biệt nổi tiếng khắp Tây Âu, tiểu lục địa Ấn Độ, Úc, New Zealand, miền Nam và Đông bắc Hoa Kỳ (như Mississippi, Alabama, Florida, Kentucky, Massachusetts và Pennsylvania), Argentina và Nam châu Phi. Khúc côn cầu là môn thể thao quốc gia của Pakistan, và đôi khi được coi là môn thể thao quốc gia của Ấn Độ, mặc dù chính thức thì Ấn Độ không có một môn thể thao quốc gia nào. Thuật ngữ "khúc côn cầu trên cỏ" được sử dụng chủ yếu ở Canada, Hoa Kỳ, Đông Âu và các khu vực khác của thế giới, nơi môn thể thao khúc côn cầu trên băng là phổ biến hơn.
Khi trận đấu diễn ra, chỉ có các thủ môn được chạm bóng bằng tất cả các bộ phận cơ thể (bàn tay của người chơi được tính là "một phần của cây gậy"), và chỉ áp dụng bên trong vòng tròn sút bóng (còn gọi là D, hoặc vòng cung sút bóng, hay chỉ cần gọi là vòng tròn), trong khi các cầu thủ khác chơi bóng với mặt phẳng của đầu cây gậy. Thủ môn cũng như mọi cầu thủ không được phép chơi bóng với mặt sau của cây gậy. Bên nào ghi nhiều bàn tháng hơn khi trận đấu kết thúc sẽ là người chiến thắng. Nếu tỉ số hai đội bằng nhau thì hoặc là trận đấu được tính là hòa hoặc trận đấu bước vào hiệp phụ hoặc loạt sút luân lưu, tùy thuộc vào thể thức của giải đấu. Có nhiều kiểu thi đấu hiệp phụ, phụ thuộc vào cách chơi của giải đấu. Trong thi đấu ở trường đại học, hai đội bước vào một hiệp phụ có thời gian 10 phút với mỗi bên chỉ có bảy cầu thủ ("hiệp phụ bảy người"), bên nào ghi bàn thắng vàng trước sẽ chiến thắng. Nếu trận đấu vẫn hòa sau hiệp phụ thì sẽ tổ chức cuộc đấu một chọi một, ở đó các đội chỉ định 5 cầu thủ dắt bóng từ vạch 23 mét tới vòng tròn để đối đầu với thủ môn đội bạn. Cầu thủ dắt bóng có 8 giây để đánh bóng về cầu môn và giữ cho trái bóng trong cuộc. Lượt đánh kết thúc khi người dẫn bóng của một bên ghi bàn, bóng đi ra ngoài khuôn khổ sân, cầu thủ phạm lỗi (hoặc đội tấn công sẽ được một quả đánh phạt đền hoặc lượt một đối một của bên tấn công kết thúc) hoặc hết thời gian 8 giây.
Cơ quan điều hành môn khúc côn cầu là Liên đoàn Khúc côn cầu Quốc tế (IHF). Các vận động viên ở cả hai giới tham gia các giải đấu quốc tế lớn như Thế vận hội, Cúp Thế giới, World League, Champions Trophy và Cúp Thế giới Trẻ, trong khi nhiều quốc gia tổ chức các giải trẻ, trưởng thành, và masters cấp câu lạc bộ. FIH cũng chịu trách nhiệm tổ chức Ban Luật lệ Khúc côn cầu và phát triển các luật lệ cho môn thể thao.
Một biến thể khá phổ biến là khúc côn cầu trên cỏ trong nhà (hay khúc côn cầu trong nhà), với những điểm giống và khác biệt so với khúc côn cầu ngoài trời. Mỗi bên trong khúc côn cầu trong nhà gồm 5 người, trong khi kích thứoc sân chỉ còn khoảng 40 m × 20 m (131 ft × 66 ft). Một số điểm khác đáng kể như: Cầu thủ không được đưa bóng lên cao trừ khi sút về phía khung thành, cầu thủ không được đánh mạnh (hit) vào bóng (thay vào đó sử dụng cú đẩy để đánh bóng), trong khi đường biên dọc là các thanh chắn rắn khiến trái bóng sẽ nảy ra nếu va phải.

## Lịch sử

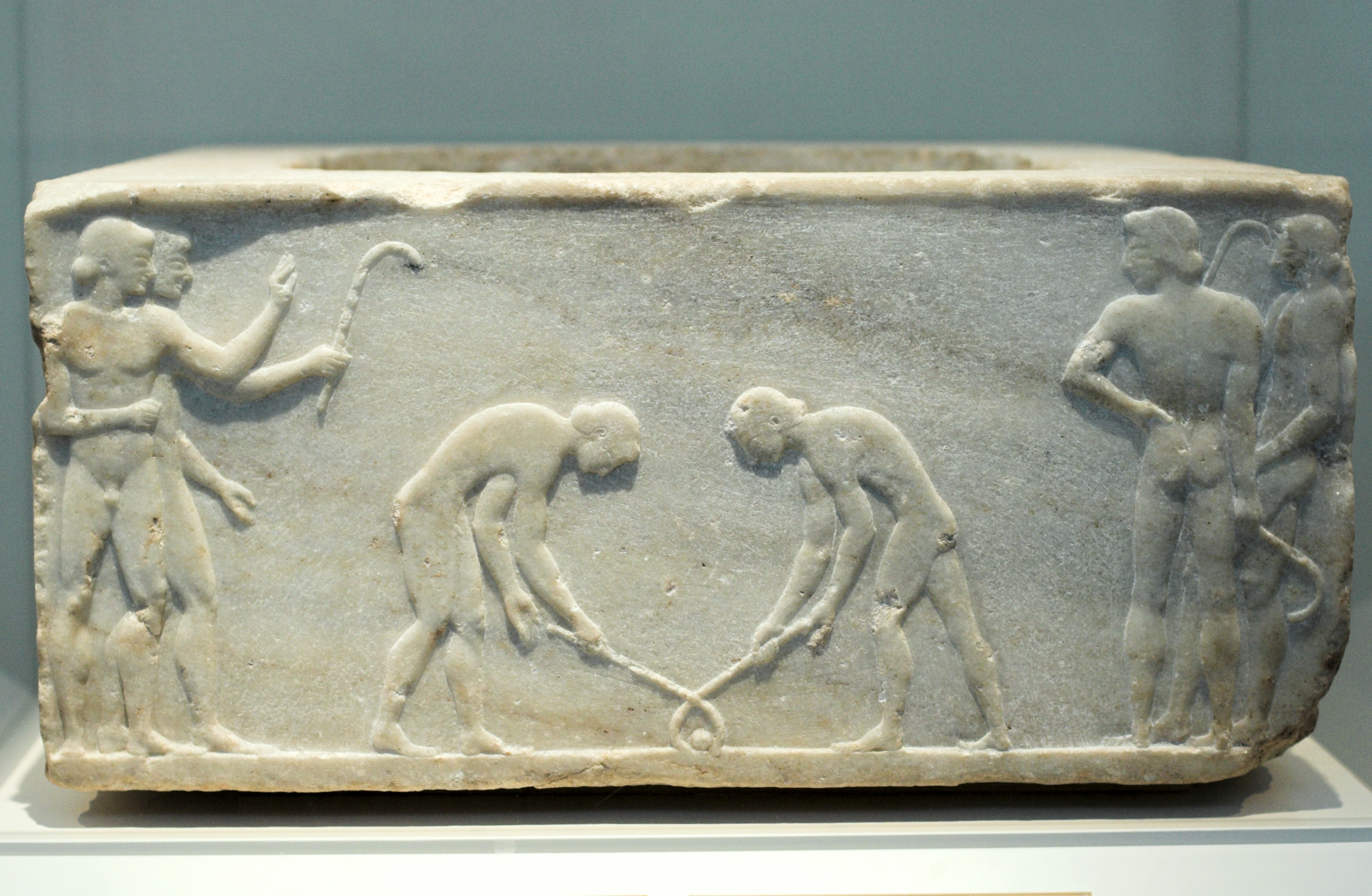
Hình chạm nổi từ năm 510 TCN miêu tả hình ảnh những người chơi môn thể thao với bóng và gậy tại Bảo tàng Khảo cổ Quốc gia Athens

Người ta tìm thấy một bức điêu khắc miêu tả những người chơi môn thể thao giống khúc côn cầu từ năm 510 TCN ở Hy Lạp cổ đại có tên gọi "Κερητίζειν" ("kerētízein") vì môn này được chơi với sừng ("κέρας" trong tiếng Hy Lạp) và một vật giống như bóng. Tại vùng Nội Mông, Trung Quốc, dân tộc Daur đã chơi trò Beikou có nhiều nét tương đồng với khúc côn cầu trong khoảng một nghìn năm. Từ 'hockey' được ghi lại vào năm 1363 khi vua Edward III của Anh ra lệnh "cấm, chiếu theo hình phạt hoặc bỏ tù, tất cả các người chơi những trò ném đá, gỗ và sắt; bóng ném, bóng đá, hay hockey; săn bắt bằng chó hay chọi gà, hay những trò giải trí khác tương tự như vậy."
Trò chơi hiện đại phát triển từ các trường học tư thục của Anh đầu thế kỷ 19. Câu lạc bộ đầu tiên ra đời năm 1849 tại Blackheath phía đông nam Luân Đôn. Teddington Hockey Club là đội bóng thành lập nên trò chơi hiện đại khi giới thiệu vòng tròn đánh bóng và thay đổi kiểu bóng từ khối lập phương cao su sang khối cầu. Hiệp hội Khúc côn cầu Anh (The Hockey Association) được thành lập năm 1886. Trận quốc tế đầu tiên diễn ra năm 1895 (Ireland thắng 3–0 xứ Wales) trong khi Ban Luật lệ Quốc tế (International Rules Board) được thành lập năm 1900.

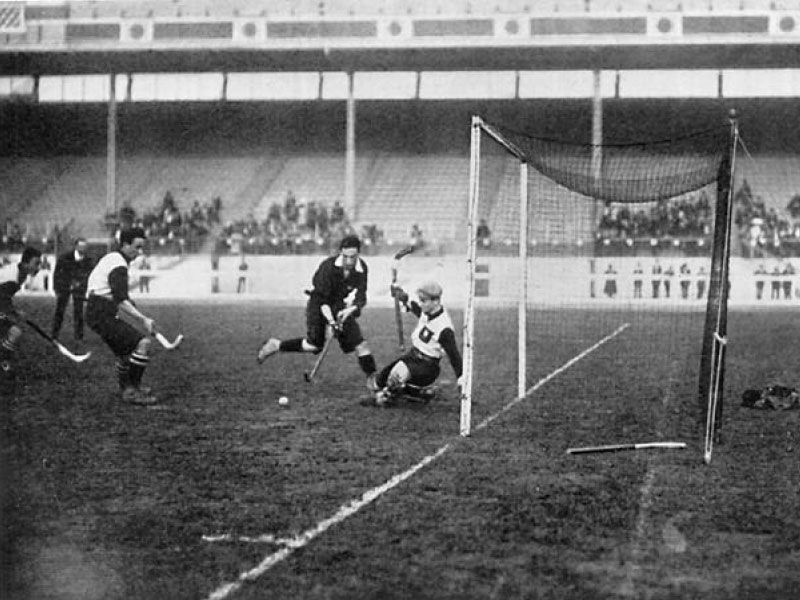
Trận khúc côn cầu giữa Đức và Scotland ở Thế vận hội Mùa hè 1908 tại Luân Đôn

Khúc côn cầu trên cỏ có mặt tại Thế vận hội Mùa hè vào các năm 1908 và 1920. Nó bị gạt ra khỏi chương trình năm 1924, dẫn tới sự thành lập của Fédération Internationale de Hockey sur Gazon (FIH) với tư cách cơ quan điều hành ở bảy quốc gia ở châu Âu lục địa, và khúc côn được góp mặt trở lại từ năm 1928. Khúc côn cầu nam gia nhập FIH vào năm 1970.
Hai chiếc cúp khúc côn cầu lâu đời nhất là Irish Senior Cup, khởi đầu năm 1894, và Irish Junior Cup, từ năm 1895. Vào đầu thập kỷ 1970, cỏ nhân tạo bắt đầu được sử dụng, tạo nên sự thay đổi lớn tới hầu hết mọi mặt của môn thể thao, khiến trận đấu diễn ra nhanh hơn. Các kỹ thuật và chiến thuật mới như cách dắt bóng kiểu Ấn Độ bắt đầu phát triển, dẫn tới sự ra đời của các quy tắc thi đấu mới. Việc chuyển sang dùng sân nhân tạo cũng chấm dứt ưu thế của người Ấn Độ và Pakistan do loại sân này quá đắt với các quốc gia này. Kể từ thập kỷ 1970, Úc, Hà Lan và Đức là những đội chiếm thế thượng phong ở các kỳ Thế vận hội.
Khúc côn cầu trên cỏ nữ xuất hiện lần đầu tại các trường học ở Anh. Câu lạc bộ đầu tiên, Molesey Ladies, thành lập vào năm 1887. Hiệp hội quốc gia đầu tiên là Liên đoàn Khúc côn cầu nữ Ireland (Irish Ladies Hockey Union) thành lập năm 1894. Liên đoàn Các hiệp hội Khúc côn cầu nữ Quốc tế (International Federation of Women's Hockey Associations – IFWHA) được thành lập năm 1927, mặc dù vậy nó lại không bao gồm nhiều quốc gia ở châu Âu lục địa nơi phụ nữ thi đấu với tư cách là thành phần của các liên đoàn của nam và trực thuộc FIH. IFWHA tổ chức các giải conference ba năm một lần, và các giải đấu liên kết với các giải conference này là các giải đấu chính của IFWHA.
Cho tới đầu thập kỷ 1970 có 22 hiệp hội có đội tuyển nữ trực thuộc FIH và 36 hiệp hội thuộc IFWHA. Các cuộc thảo luận được diễn ra để bàn về một cuốn sách luật phổ thông. FIH bắt đầu tổ chức các giải đấu vào năm 1974, buộc IFWHA phải chấp nhận nguyên tắc khúc côn cầu cạnh tranh vào năm 1973. Tới năm 1982 hai cơ quan này sáp nhập, dẫn tới sự khởi đầu của hockey nữ ở Thế vận hội từ năm 1980. Cũng giống như nội dung nam, các đội tuyển nữ Hà Lan, Đức và Úc tỏ ra chiếm ưu thế. Argentina từ những năm 2000 cũng gây được sự chú ý khi vô địch thế giới các năm 2002 và 2010 và giành huy chương ở ba kỳ Thế vận hội.
Ngoại trừ Bắc Mỹ, sự tham gia của cả nam và nữ vào môn khúc côn cầu trên thế giới là khá cân bằng. Ở Anh, báo cáo của England Hockey chỉ ra rằng tính tới mùa giải 2008–09 có 2488 đội nam, 1969 đội nữ, 1042 đội thiếu niên nam, 966 đội thiếu niên nữ và 274 đội có cả nam và nữ. Năm 2006 Hiệp hội Khúc côn cầu Ireland đưa ra báo cáo cho thấy tỉ lệ về giới là khoảng 65% nữ và 35% nam. Trong cuộc điều tra năm 2008, Hockey Australia cho thấy có 40.534 cầu thủ nam và 41.542 cầu thủ nữ. Tuy nhiên tại Hoa Kỳ hầu như chỉ có nữ chơi.

## Sân thi đấu

Giản đồ một sân khúc côn cầu

Hầu hết các kích thước của sân khúc côn cầu trước đây là cố định và sử dụng hệ đo lường Anh. Tuy nhiên, hiện nay hệ đo lường mét được FIH công nhận trong "Luật Khúc côn cầu". Sân có hình chữ nhật với kích thước 91,4 m × 55 m (100,0 yd × 60,1 yd). Ở mỗi đầu sân là một khung thành cao 2,14 m (7 ft) và rộng 3,66 m (12 ft), cũng với các vạch chạy ngang sân dài 22,9 m (25 yd) nối hai đường biên dọc (thường được gọi là các vạch 23 mét hay các vạch 25-yard) và đường trung tâm (centre line). Một chấm tròn đường kính 0,15 m (6 in) được gọi là chấm penalty hay dấu đánh bóng (stroke mark), được đặt trong một vòng tròn, cách khung thành 6,40 m (7 yd). Vòng tròn đánh bóng cách đường biên ngang 15 m (16 yd).

### Bề mặt sân
Ban đầu trò chơi diễn ra trên mặt sân cỏ tự nhiên. Đầu thập niên 1970, các sân dùng "cỏ nhân tạo" bắt đầu được sử dụng cho môn hockey, với kỳ Thế vận hội đầu tiên sử dụng sân nhân tạo là Đại hội năm 1976 ở Montreal. Ngày nay tất cả các giải quốc tế và hầu hết các giải đấu quốc gia đều bắt buộc phải sử dụng sân nhân tạo. Mặc dù vậy người ta vẫn tổ chức một số giải địa phương và các giải quốc gia cấp thấp trên sân cỏ truyền thống. Có ba loại sân nhân tạo chính:
- Sân nền nước (water-based) - các sợi cỏ nhân tạo được bó dày đặc với mục đích tăng độ cố định, yêu cầu phải có sự tưới tiêu thường xuyên để sân không bị mòn
- Sân phủ cát (sand-dressed) - các sợi cỏ nhân tạo được bó bớt dày đặc hơn và cát hỗ trợ phần nào về chiều sâu sợi cỏ
- Sân ngập cát (sand-filled) - các sợi cỏ nhân tạo dài hơn, bó ít dày đặc hơn và cát hỗ trợ 100% về chiều sâu

Kể từ thập niên 1970, các sân cát được ưa chuộng vì tăng tốc độ của trận đấu lên rất nhiều lần. Tuy vậy gần đây số sân nhân tạo "nền nước" gia tăng đáng kể. Sân nền nước cho phép trái bóng được luân chuyển nhanh hơn trên sân cát. Đây là đặc tính giúp loại sân này được sử dụng tại các giải đấu quốc tế và quốc gia. Mặt cỏ nền nước cũng ít thô ráp hơn mặt sân cát do đó giảm thiểu mức độ chấn thương của người chơi khi họ tiếp cúc với mặt cỏ. FIH hiện nay đề xuất các loại sân mới ít phải tưới nước hơn do tác động sinh thái tiêu cực của việc sử dụng quá nhiều nước.

## Luật chơi và cách chơi
Trò chơi diễn ra giữa hai đội gồm tối đa mười một người trên sân. Các đội có thể thay đổi người với số lượng người và số lần tùy ý, ở bất kỳ thời điểm nào trong trận đấu, ngoại trừ thời điểm quả phạt đền góc đang diễn ra; hai ngoại lệ cho điều luật này: khi thủ môn đội phòng ngự bị chấn thương hoặc truất quyền thi đấu, hoặc người chơi có thể rời sân, nhưng phải chờ tới khi cầu thủ thực hiện quả phạt chạm bóng thì người khác mới được vào thay.
Các cầu thủ được phép điều khiển bóng bằng phần của "phía chính diện" và bằng các rìa của đầu và cán gậy, với ngoại lệ vì lý do an toàn là người chơi không nên đánh "mạnh" vào trái bóng bằng một cú đánh sang ngang thuận tay do sự khó kiểm soát độ cao và hướng đi của quả bóng từ cú đánh như vậy.
Mặt phẳng của cây gậy phải luôn ở phía "thuận" cho người thuận tay phải khi vung gậy đánh bóng từ phải sang trái. Gậy cho người thuận tay trái có sản xuất nhưng cực hiếm; tuy vậy luật không cho người ta dùng loại gậy này. Để đánh từ trái sang phải người chơi phải cho mặt phẳng của đầu gậy tiếp xúc với bóng bằng cách xoay ngược đầu cây gậy, có thể bằng cách xoay cán gậy khoảng 180° (trong khi đó một cú đánh ngược bằng rìa gậy sẽ xoay đầu gậy khoảng 90° so với vị trí của một cú đánh thuận tay thẳng đứng bằng phần "mặt phẳng" của đầu gậy).
Các luật khác có thể kể tới như: không được tiếp xúc bóng bằng bàn chân, bằng bàn tay, không cản trở đối phương di chuyển, không vung gậy đánh bóng quá cao, và không có bên thứ ba. Nếu người chơi đang dẫn bóng, cùng lúc đó bị mất kiểm soát và đá chân vào quả bóng hoặc một người chơi khác can thiệp thì người chơi đó không được phép kiểm soát bóng hay tiếp tục dẫn bóng nữa. Luật không cho người chơi đá vào bóng để giành quyền kiểm soát bóng, do đó trái bóng sẽ thuộc về đội bên kia. Ngược lại, nếu việc đá vào bóng không tạo cho đội kiểm soát bóng bất kỳ lọi thế nào, trận đấu vẫn sẽ được tiếp tục. Người chơi không được cản trở người khác có cơ hội thực hiện cú đánh dưới bất kỳ hình thức nào. Không xô đẩy/sử dụng thân mình hay gậy để cản trở bước tiến của đội bạn. Hình phạt cho lỗi này là đưa bóng cho đối phương và nếu tái diễn hành động này có thể bị phạt thẻ. Khi một vận động viên thực hiện cú đánh tự do hoặc đánh quả giao bóng góc, cú vụt bóng không được quá cao vì hành động này được xem là nguy hiểm. Cuối cùng, không thể có ba cầu thủ cũng một lúc chạm bóng. Hai cầu thủ ở hai đội đối địch có thể tranh bóng, tuy nhiên nếu có một cầu thủ can thiệp vào tranh chấp thì sẽ bị coi là bên thứ ba và bóng sẽ thuộc về đội có ít người tham gia vào tình huống bóng hơn.

### Các vị trí trên sân

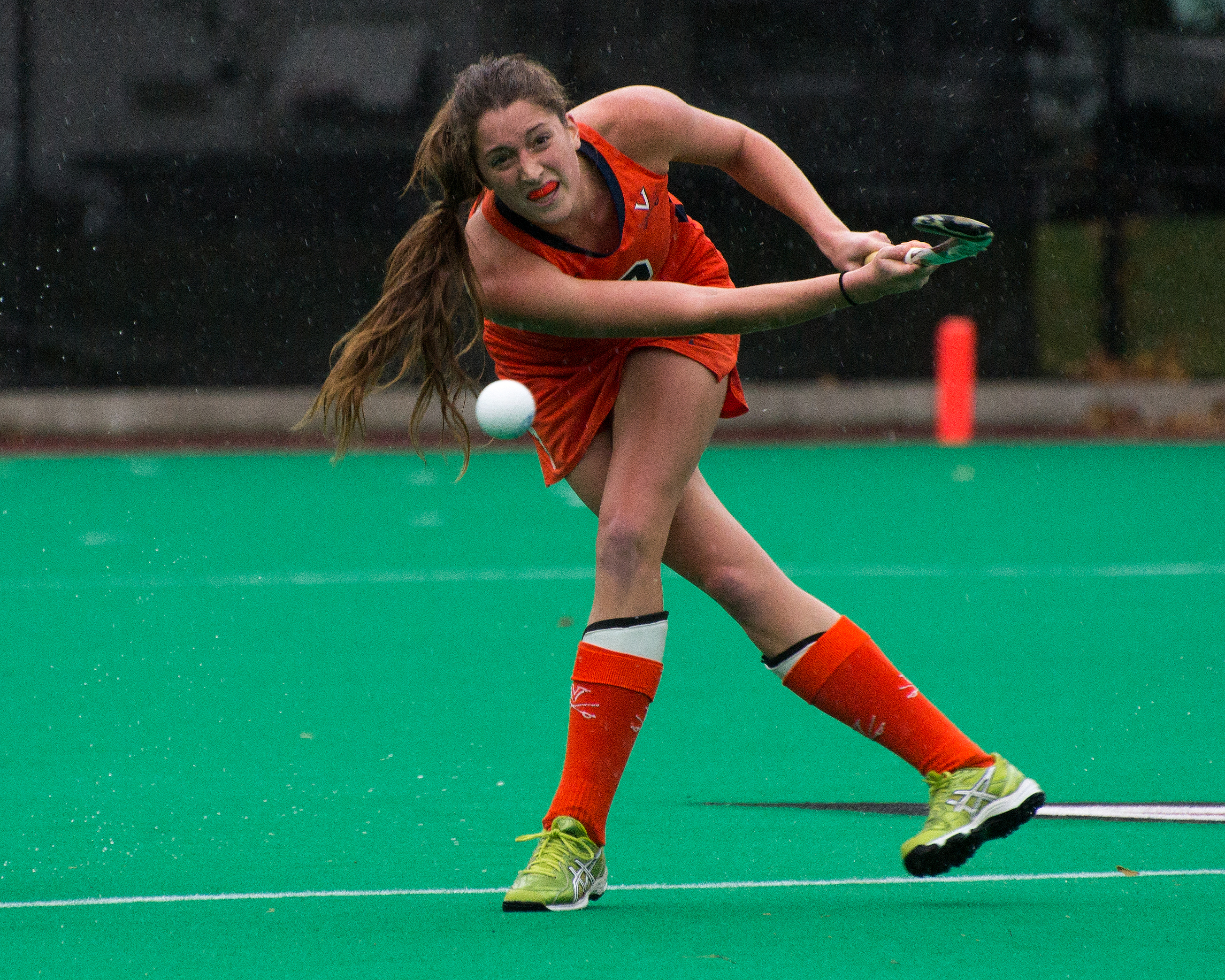
Cầu thủ của Virginia Cavaliers thực hiện đường chuyền

Mỗi đội được phép đưa vào sân tối đa 11 người được sắp xếp vào các vị trí tiền đạo, tiền vệ, và cầu thủ phòng ngự (hậu vệ) và các cầu thủ thường xuyên di chuyển giữa các tuyến tùy theo diễn biến trận đấu. Mỗi đội còn có thể gồm:
- Một thủ môn mặc một màu áo khác các đồng đội cùng trang phục bảo hộ toàn thân bao gồm ít nhất một mũ bảo hiểm, đồ bọc chân và giày kickers; hoặc
- Một cầu thủ được trao quyền thủ môn mặc áo khác màu và có thể đeo mũ bảo hiểm (nhưng không có bọc chân và giày kickers hay các trang bị thủ môn khác) khi ở trong khu vực phòng thủ 23m; Cầu thủ này phải đeo mũ bảo hiểm khi đội bạn được hưởng quả phạt đền (penalty stroke) hoặc phạt đền góc; hoặc
- Chỉ có các cầu thủ; không người chơi nào được quyền thủ môn hay mặc áo khác màu; không vầu thủ nào đượcj đội mũ bảo hiểm ngoại trừ việc được đeo mặt nạ khi xảy ra tình huống phạt đền.[4]

#### Đội hình chiến thuật
Do khúc côn cầu là một môn thể thao có lối chơi khá cơ động và linh hoạt, vì vậy sẽ không dễ để đơn giản hóa các vị trí thành các sơ đồ như trong bóng đá. Mặc dù các vị trí có thể được phân thành hậu vệ hàng dưới (fullback), hậu vệ hàng trên (halfback), tiền vệ (midfield)/tiền đạo bên trong (inner) và tiền đạo (striker), các cầu thủ vẫn cần phải hiểu biết về mọi vị trí trên sân. Ví dụ như việc một halfback chạy qua chạy lại và cuối cùng xuất hiện ở một vị trí tấn công, trong khi tiền vệ và tiền đạo lấp đầy khoảng trống mà họ để lại. Sự di chuyển qua lại giữa các tuyến khá phổ biến tại tất cả mọi vị trí.
Phong cách chơi khúc côn cầu này của người Úc đóng vai trò lớn đối với sự phát triển xu hướng các cầu thủ chiếm lĩnh nhiều không gian trên sân hơn là chỉ bó hẹp ở vị trí đã định. Mặc dù có thể có những khoảng không gian trên sân mà họ cảm thấy thoải mái và hiệu quả hơn khi thi đấu, họ cũng có trách nhiệm bao quát các vị trí xung quanh của mình. Cách tiếp cận với trò chơi và sự di chuyển của cầu thủ khá linh hoạt này giúp các đội dễ luân chuyển sử dụng các sơ đồ như "3 hậu vệ", "2 halfback trung tâm", "5 hậu vệ", v.v.

#### Người trấn giữ khung thành
Khi bóng nằm trong vòng tròn mà họ bảo vệ đồng thời trong tay đang cầm gậy, các thủ môn với đầy đủ trang bị bảo vệ được phép sử dụng gậy, bàn chân, kicker hoặc bọc ống chân để đưa trái bóng đi và dùng gậy, bàn chân, kicker, bọc ống chân hay bất kỳ bộ phận nào trên cơ thể để chặn bóng hoặc làm chệch hướng bóng theo bất kì hướng nào tính cả qua đường biên ngang. Các cầu thủ khác trên sân được phép sử dụng gậy để bảo vệ côn nhà. Họ không được sử dụng bàn chân và cẳng chân để đẩy bóng đi, chặn bóng hoặc làm lệch hướng bóng theo bất kì hướng nào tính cả qua đường biên ngang. Tuy nhiên, không có bất cứ cầu thủ nào có sân với quyền thủ môn được phép lợi dụng trang bị bảo vệ thân thể để hành động gây nguy hiểm đối với người chơi khác.
Các thủ môn hay cầu thủ có quyền thủ môn nào được nằm lên bóng. Cố ý nằm lên bóng sẽ bị thổi một quả penalty stroke, tuy nhiên nếu trọng tài nhận thấy hành động nằm lên bóng là vô tình (ví dụ khi bóng bị kẹt trong đồ bảo hộ), thì chỉ bị phạt góc.
Khi bóng ở ngoài vòng tròn, thủ môn hoặc cầu thủ có quyền thủ môn chỉ được phép chơi bóng bằng gậy. Hơn nữa, trong trận đấu thủ môn hoặc cầu thủ có quyền thủ môn khi đang đeo mũ bảo hiểm không được phép ra ngoài khu vực 23m mà họ đang bảo vệ, trừ khi thực hiện quả penalty stroke. Thủ môn cũng phải đeo đồ bảo vệ đầu trong cả trận, chỉ cởi ra khi thực hiện quả penalty stroke.

### Cuộc chơi
Theo luật các cầu thủ thuộc đội có bóng được coi là những người tấn công, còn đội không có bóng là những người phòng ngự, mặc dù trong trận đấu người ta luôn "phòng ngự để bảo vệ" khung thành và "tấn công" cầu môn đối phương.

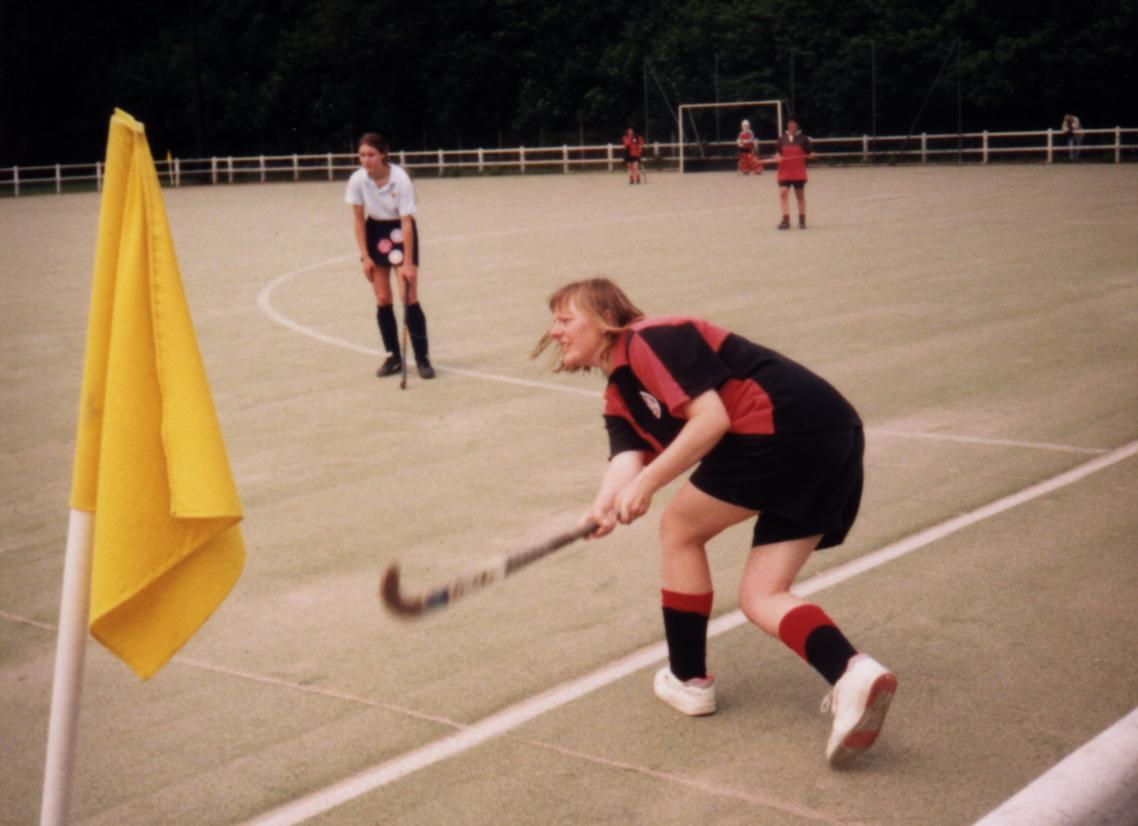
Cú đánh biên trong trận Standard Athletic Club đối đầu với British School Paris (1996)

Trận đấu được hai trọng tài trên sân điều khiển. Thông thường mỗi trọng tài bắt một nửa dọc sân. Các trọng tài này thường được hỗ trợ bởi một người bấm giờ và một người ghi chép thông số trận đấu.
Trước trận đấu, trọng tài tung đồng xu và đội trưởng thắng cuộc trung đồng xu sẽ được ưu tiên chọn phần sân hoặc chọn giao bóng. Kể tù năm 2017 một trận đấu sẽ gồm có bốn hiệp có thời gian 15 phút với 2 phút nghỉ giữa các hiệp, và nghỉ 15 phút khi trận đấu đi qua 1/2 thời gian để hai đội đổi sân (trước đây một trận đấu gồm hai hiệp 35 phút). Đầu mỗi hiệp đấu, cũng như sau khi có bàn thắng được ghi, trận đấu sẽ bắt đầu bằng một đường chuyền giao bóng từ tâm giữa sân. Tất cả các cầu thủ phải đứng trên phần sân mà mình đang bảo vệ (ngoại trừ cầu thủ thực hiện đường chuyền), tuy nhiên bóng có thể được chuyền tới mọi hướng trên sân. Mỗi đội được giao bóng trong một hiệp, trong khi đó đội vừa bị thủng lưới sẽ giao bóng để cuộc chơi bắt đầu lại.
Các cầu thủ chỉ được chơi bóng bằng mặt trước (phẳng) của cây gậy. Nếu một người chơi bằng mặt sau của gậy, họ sẽ bị phạt và đội bên kia sẽ được quyền kiểm soát bóng. Cản phá bóng được coi là hợp lệ miễn là người cản bóng không chạm vào người đội bạn hay gậy của cầu thủ đội bạn trước khi giành được quả bóng (chạm sau khi cản phá cũng bị thổi phạt nếu pha cản phá được thực hiện từ vị trí mà va chạm là không thể tránh khỏi). Ngoài ra người có bóng không được cố tính qua người bằng cách dùng cơ thể để đẩy đối phương.
Cầu thủ trên sân không được chơi bóng bằng bàn chân, nhưng nếu bóng vô tình chạm chân người chơi và tình huống này không đem lại lợi thế nào cho người đó, thì trọng tài có thể không thổi phạt..
Cản trở thường xảy ra trong ba trường hợp – khi một cầu thủ phòng ngự xen vào giữa cầu thủ có bóng và trái bóng để ngăn cản bằng cách cản phá bóng; khi gậy của cầu thủ phòng ngự xen vào giữa gậy của đối phương và bóng hay chạm vào gậy hoặc thân thể của người tấn công; và khi chặn không cho đôí phương cản phá đồng đội đang có bóng (được gọi là cản trở của bên thứ ba).
Khi bóng vượt hoàn toàn qua đường biên dọc (bóng nằm trên đường biên vẫn là bóng trong sân), bóng sẽ trở lại cuộc chơi bằng cú đánh biên, với bên thực hiện sẽ là bên không chạm bóng cuối cùng trước khi bóng qua vạch vôi. Bóng phải được đặt trên đường biên ở vị trí gần nhất với điểm giao cắt với đường biên khi đi qua vạch. Nếu bóng vượt ra ngoài đường biên ngang sau pha chạm bóng của đội tấn công, đội phòng ngự sẽ thực hiện cú đánh 15 m (16 yd). Một cú đánh 15 m cũng được trao nếu đội tấn công phạm lỗi trong phạm 15 m tính từ đường biên ngang phần sân mà hộ đang tấn công.

### Tình huống cố định

#### Quả phạt tự do (Free hit)
Quả phạt tự do được trao khi lỗi diễn ra ở ngoài vòng tròn sút bóng. Cầu thủ đội được bóng có thể đánh, đẩy hoặc nâng quả bóng đi theo bất cứ hướng nào. Bóng có thể được nâng lên nhưng người ta phải đánh nhẹ hoặc múc lên chứ không được đánh mạnh. Cầu thủ đội bị phạt phải đững cách quả bóng tối thiểu 5 m (5,5 yd). Quả phạt tự do phải được thực hiện trong phạm vi nơi lỗi diễn ra và trái bóng phải đứng yên khi người ta thực hiện quả phạt.
Như đã nói, cầu thủ đội phòng ngự sẽ được hưởng quả phạt 15 m nếu một cầu thủ tấn công phạm lỗi ở khu vực này, hoặc nếu bóng chạm cầu thủ tấn công ra ngoài đường biên ngang. Các quả phạt này được đặt cùng hàng với vị trí phạm lỗi hoặc vị trí bóng chạm cầu thủ ra ngoài.
Khi quả phạt tấn công nằm trong phạm vi 5 m so với vòng tròn tất cả mọi người chơi trong đó có cả người thực hiện quả phạt phải cách vòng tròn năm mét và mọi cầu thủ trừ người thực hiện quả phạt phải cách bóng năm mét. Khi thực hiện quả phạt tấn công, cầu thủ không được đánh bóng thẳng về phía trong vòng tròn nếu ở trong khu vực tấn công 23 mét. Quả bóng phải đi một quãng đường 5 mét trước khi vào trong vòng tròn.

#### Phạt góc (Corner)
Đội tấn công được hưởng quả phạt góc nếu bóng chạm cầu thủ phòng ngự và vượt qua vạch biên ngang. Nếu đội phòng ngự cố tình đưa bóng qua vạch biên ngang đội tấn công sẽ được trao quả phạt đền góc. Quả phạt góc được đặt trên đường biên dọc, cách 5 m so với góc của phần sân nơi mà bóng lăn qua. Tuy nhiên luật này có sự thay đổi vào năm 2015. Bóng sẽ được đặt ở đường 23 mét, thẳng hàng với vị trí bóng ra ngoài. Quả phạt này còn được gọi là quả phạt góc dài hay quả phạt góc xa (để phân biệt với quả phạt đền góc). Cầu thủ phòng ngự phải chờ cho tới khi cầu thủ tấn công đưa bóng nhập cuộc. Đội tấn công phải đưa bóng vào vòng tròn mới có thể được phép ghi bàn.

#### Phạt đền góc (Penalty corner)

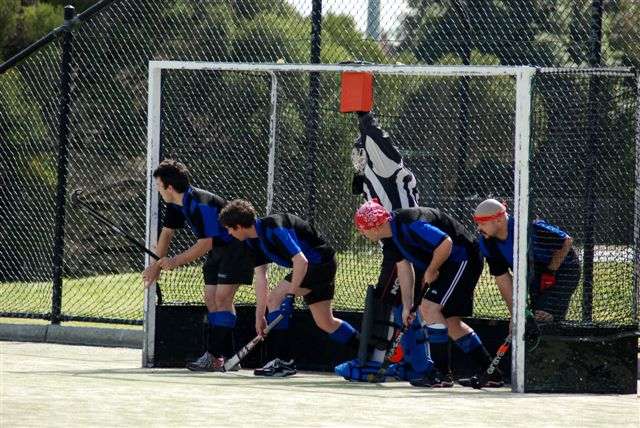
Một nhóm năm cầu thủ phòng ngự tính cả thủ môn chuẩn bị ở đường biên cho quả phạt góc ngắn.

Quả phạt đền góc hay quả phạt góc ngắn được khi: 
1. hậu vệ phạm lỗi trong vòng tròn nhưng không ngăn chặn cơ hội ghi bàn rõ ràng
2. hậu vệ phạm lỗi cố ý trong vòng tròn đối với cầu thủ đối phương không có bóng hay có cơ hội nhận bóng
3. hậu vệ phạm lỗi cố ý bên ngoài vòng tròn nhưng trong phạm vi khu vực 23 mét họ đang bảo vệ
4. hậu vệ cố ý đưa bóng qua vạch biên ngang
5. bóng mắc vào trong quần áo hay trang bị của cầu thủ phòng ngự bên trong vòng tròn

Trước khi quả phạt góc ngắn bắt đầu, năm hậu vệ (thường bao gồm cả thủ môn) phải đứng sau đường biên ngang và cách bóng ít nhất 10 yard (9,14 mét). Tất cả các cầu thủ khác của đội phòng ngự phải đững ở phía bên kia đường trung tâm, tức là không được đững ở phần sân "của họ" cho tới khi bóng nhập cuộc. Các cầu thủ đội tấn công khi bắt đầu quả phạt phải đứng bên ngoài vòng tròn, ngoại trừ cầu thủ thực hiện quả phạt góc ở vị trí được đánh dấu trên đường biên ngang cách khung thành 10 m (vòng tròn bán kính 14,63 m). Cầu thủ này sẽ đưa bóng vào cuộc bằng một động tác đẩy hoặc đánh bóng tới vị trí của các đồng đội đang đứng ở ngoài rìa vòng tròn; bóng phải đi ra ngoài vòng tròn và đưa bóng trở lại vòng tròn để có thể ghi bàn. FIH không cấm sút bóng trước khi bóng rời vòng tròn sau khi được 'đưa vào trong', cũng như không cấm cú sút từ bên ngoài vòng tròn, nhưng bàn thắng không được ghi nếu bóng chưa ra ngoài vòng tròn cũng như được thực hiện từ ngoài vòng tròn.
Vì lý do an toàn, cú sút đầu tiên trong quả phạt đền góc không được cao quá 460 mm (chiều cao của tấm bọc (backboard) phía sau khung thành) tại vị trí bóng đi qua vạch cầu môn nếu đó là cú đánh mạnh (hit). Tuy nhiên nếu bóng được coi đã thấp hơn, nó vẫn có thể chạm vào các cầu thủ khác và đổi hướng khiến bóng đi cao hơn so với tấm bọc khung thành. Nếu cú sút đầu tiên là một cú đẩy bóng, cú giật (flick) hay cú nhấc bóng (scoop), đặc biệt là cú drag flick, bóng được phép bay cao hơn chiều cao của tấm bọc, miễn không bị coi là gây nguy hiểm tới đối phương.

#### Cú đánh phạt đền (Penalty stroke)
Một quả penalty stroke được trao khi hậu vệ phạm lỗi trong vòng tròn (vô tình hay cố tình) mà ngăn cản đối phương ghi bàn thắng hoặc cố tình phạm lỗi trong vòng cấm hoặc nếu hậu vệ lặp đi lặp lại hành động chạy qua khỏi vạch cầu môn quá sớm trong một quả phạt đền góc. Quả penalty stroke được duy nhất một cầu thủ của đội tấn công thực hiện, còn phía phòng ngự chỉ có duy nhất thủ môn, từ chấm đặt bóng cách khung thành 6,4 m. Bóng chỉ được đánh một lần về cầu môn theo cách đẩy, giật hoặc nhấc lên. Nếu thủ môn đỡ được bóng, trận đấu sẽ được bắt đầu lại bằng quả 15 m cho đội phòng ngự. Nếu bóng vào gôn, trận đấu sẽ được bắt đầu lại từ vạch giữa sân.

### Cảnh cáo và truất quyền thi đấu

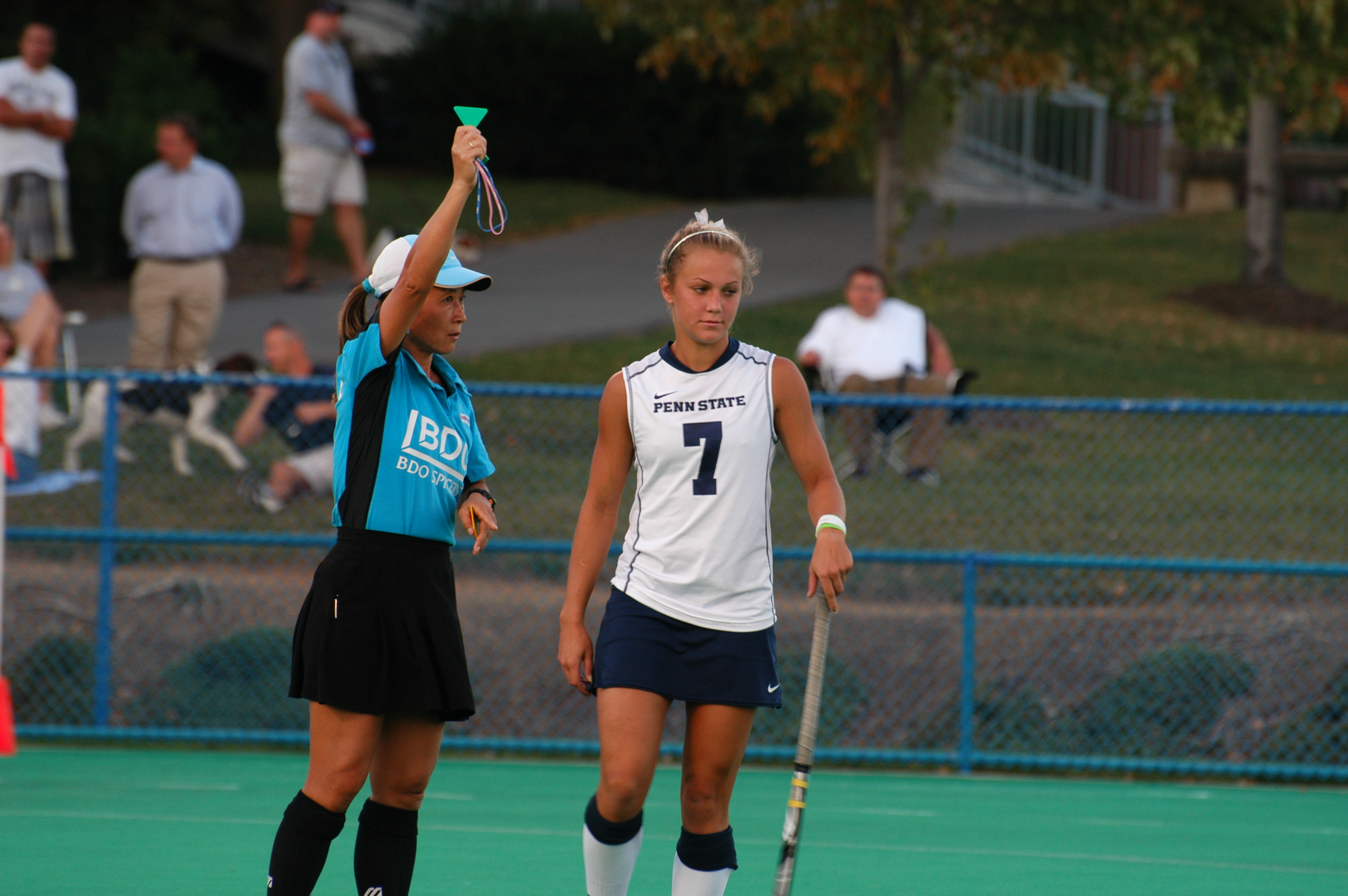
Một cầu thủ Penn State nhận thẻ xanh

Các loại thẻ phạt
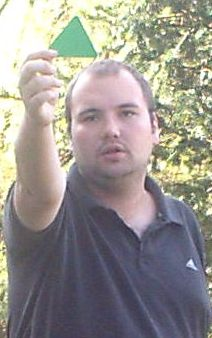
thẻ xanh (cảnh cáo kèm treo giò 2 phút)
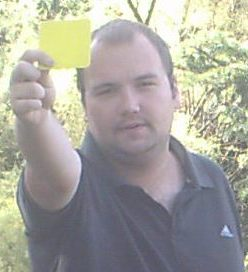
thẻ vàng (treo giò 5–10 phút tùy vào mức độ lỗi)
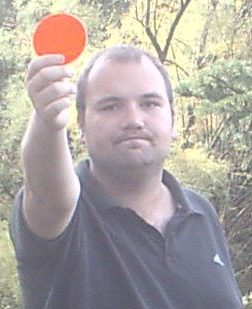
thẻ đỏ (treo giò hết trận)

Khúc côn cầu sử dụng ba loại thẻ phạt để cảnh cáo và truất quyền thi đấu:
- Thẻ xanh gần tương tự với thẻ vàng trong bóng đá: cầu thủ không phải rời sân (mặc dù ở cấp độ quốc tế cầu thủ phải rời sân 2 phút), nhưng nếu tái phạm sẽ bị phạt thẻ vàng hoặc thẻ đỏ.
- Thẻ vàng là mức truất quyền thi đấu chính thức tương tự với penalty box trong khúc côn cầu trên băng. Thời hạn treo giò do trọng tài phạt thẻ quyết định và cầu thủ phải di chuyển tới khu vực do các trọng tài định sẵn trước trận. Hầu hết các trọng tài sẽ chọn phạt ra ngoài sân trong thời gian tối thiểu năm phút không được quyền thay người; thời gian tối đa là quyền quyết định của trọng tài, tùy thuộc vào mức độ nghiêm trọng của lỗi, ví dụ như thẻ vàng thức hai cho cầu thủ đã bị phạt thẻ vàng trước đó hoặc thẻ vàng đầu tiên vì lỗi nguy hiểm có thể bị truất quyền thi đấu tới 10 phút. Một cầu thủ có thể bị phạt thẻ vàng trong cả trận đấu. (Ở một số cách thức chơi khác như trong nhà, người ta áp dụng khoảng thời gian đình chỉ thi đấu ngắn hơn).
- Thẻ đỏ, giống trong bóng đá, là việc đuổi hẳn một cầu thủ ra khỏi sân trong phần còn lại của trận đấu mà không được thay người; thẻ đỏ này thường khiến cầu thủ bị treo giò một vài trận đấu sau đó (tùy thuộc vào ban tổ chức của giải đấu hơn là luật của môn). Cầu thủ buộc phải ngay lập tức rời khỏi sân và các khu vực xung quanh.

Ngoài mà sắc, các loại thẻ phạt của khúc côn cầu còn có hình thù khác nhau để dễ nhận dạng. Thông thường thẻ xanh hình tam giác, thẻ vàng hình chữ nhật còn thẻ đỏ hình tròn.
Một cầu thủ có thể nhận nhiều hơn một thẻ xanh hoặc thẻ vàng. Tuy vậy người đó không thể nhận cùng một thẻ vì cùng một lỗi đã mắc (ví dụ hai thẻ vàng vì lối chơi nguy hiểm), và đối với cùng một lỗi, hình phạt thẻ thứ hai phải luôn nặng hơn. Trong trường hợp thẻ vàng thứ hai cho một kiểu lỗi khác với lỗi trước đó (ví dụ như thẻ vàng đầu cho lỗi cố tình dùng chân, thẻ vàng thứ hai cho lỗi nguy hiểm) thi thời gian treo giò dự kiến sẽ dài hơn lần trước. Tuy vậy, luật của giải có thể bắt buộc rằng chỉ được phép phạt thẻ nặng hơn lần trước, chứ không cho phép phạt cùng một loại thẻ.
Trọng tài cũng có thể cho vị trí đặt quả phạt tự do lên thêm 10 m vì lỗi phản ứng hoặc các lỗi hành vi khác sau khi bị thổi phạt; hoặc, nếu quả phạt nằm trong khu vực 23 m, có thể nâng từ phạt thường thành phạt đền góc.

### Ghi bàn
Mục tiêu của trò chơi là đưa bóng vào trong vòng tròn của đối phương và từ đó đánh mạnh, đẩy hay giật bóng vào khung thành và ghi bàn. Đội có nhiều bàn hơn sau 60 phút sẽ giành phần thắng. Thời gian thi đấu có thể được rút ngắn đặc biệt là ở các giải đấu cho cầu thủ trẻ.

### Tỉ số hòa
Ở nhiều giải đấu (chẳng hạn như giải cấp câu lạc bộ, hay các giải đấu kiểu vòng bảng của FIH như Thế vận hội hay World Cup), kết quả hòa được coi là kết quả cuối cùng. Kể từ tháng 3 năm 2013, khi một trận đấu cần giải quyết thắng thua, bộ quy tắc giải đấu của FIH yêu cầu không có thêm thời gian hiệp phụ nữa mà tiến thẳng tới loạt sút luân lưu. Tuy vậy nhiều liên đoàn và hiệp hội vẫn dùng phương thức cũ gồm hai hiệp phụ dài 7,5 phút một hiệp có sử dụng luật "bàn thắng vàng" (tức là đội nào ghi bàn trước sẽ thắng ngay lập tức.

## Trang bị

### Gậy

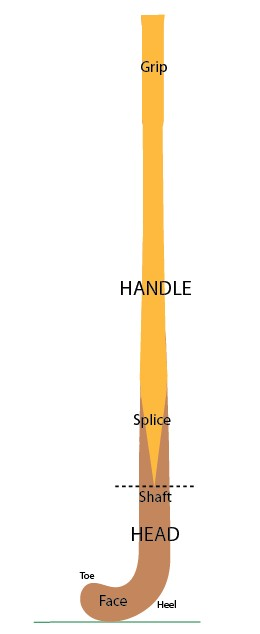
Tên các phần của gậy bằng tiếng Anh

Mỗi người chơi mang bên mình một "cây gậy" có chiều dài thông thường từ 80–95 cm (31–38"). Trước đây gậy thường làm tù chất liệu gỗ, tuy nhiên ngày nay thường được chế tạo từ vật liệu composite sợi thủy tinh, kevlar hoặc sợi cacbon. Kim loại bị cấm sử dụng để làm gậy do các cạnh sắc có thể gây chấn thương khi gậy bị gãy. Gậy có cán tròn, móc câu hình chữ J ở cuối, được làm phẳng ở mặt bên trái (khi ta nhìn gậy từ trên xuống với móc câu hướng lên trên). Tất cả gậy đều cho người thuận tay phải. Không được phép dùng gậy tay trái.

### Bóng

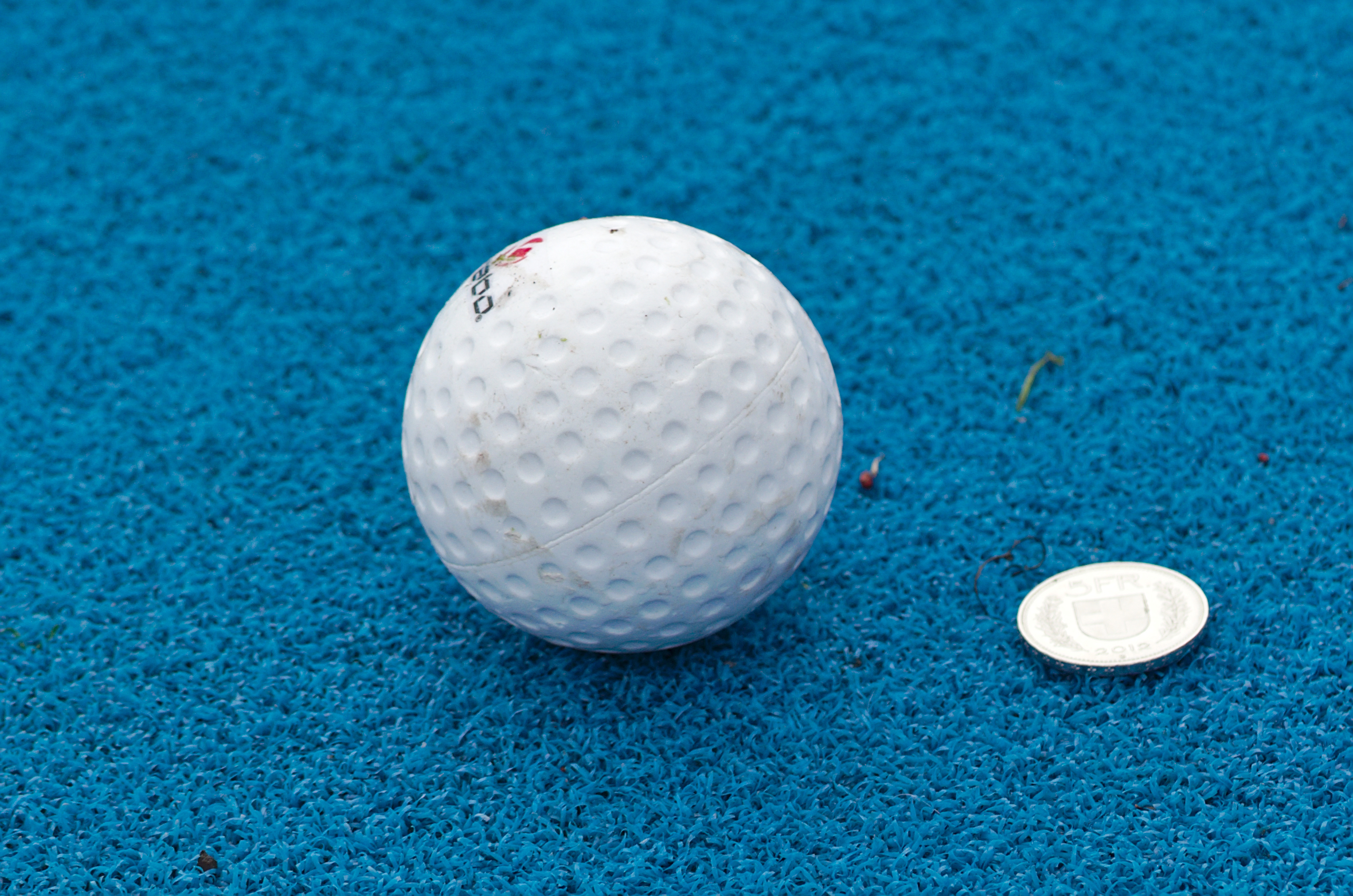

Các trái bóng khúc côn cầu trên cỏ tiêu chuẩn có dạng hình cầu cứng, làm từ vật liệu dẻo (đôi khi có lõi vỏ cây bần), luôn có màu trắng, mặc dùng người ta có thể dùng các màu khác để tương phản với màu của sân bóng. Bóng có chu vi khoảng 224–235 mm (8,8–9,3 in) và có khối lượng khoảng 156–163 g (5,5–5,7 oz). Bề mặt của trái bóng thường có các chỗ lõm vào để giảm thiểu sự trơn trượt (có thể khiến tốc độ bóng đi không ổn định trên các bề mặt ẩm ướt).

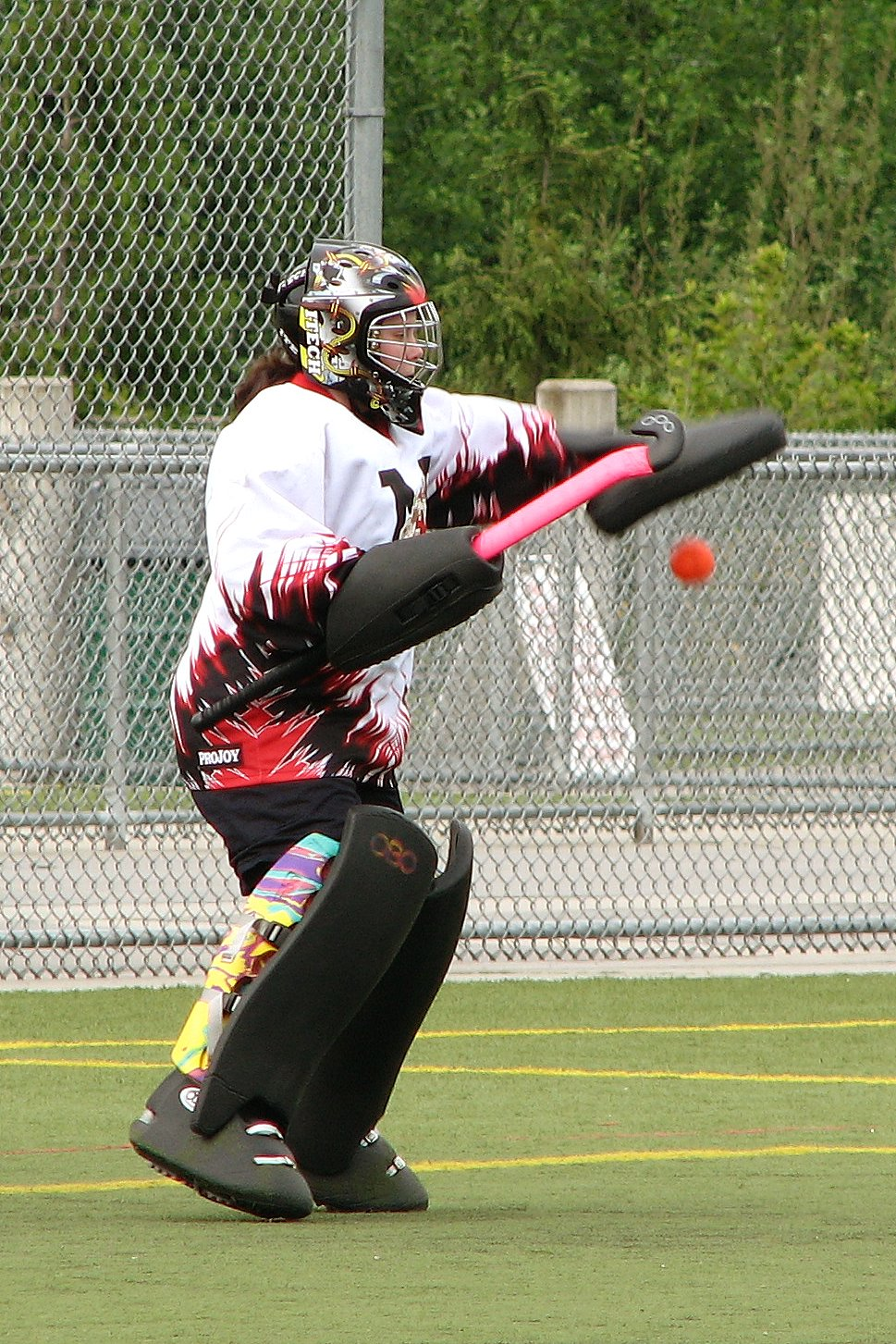
Thủ môn cứu bóng bằng găng tay

### Trang bị của thủ môn
Một thủ môn được trang bị đầy đủ phải bao gồm mũ bảo hiểm, bọc ống chân và giày kicker. Thông thường các thủ môn phải mặc thêm đồ bảo hộ như tấm chắn ngực, quần độn, găng tay độn, bọc háng, bọc cổ, bọc cánh tay, và giống như các cầu thủ trên sân, họ phải mang gậy. Thủ môn không được phép vượt qua vạch 23 m, ngoại lệ duy nhất là khi thủ môn lên thực hiện quả penalty stroke ở đầu bên kia sân khi đồng hồ đã dừng. Thủ môn cũng có thể bỏ mũ bảo hiểm trong tình huống này. Tuy nhiên nếu thủ môn quyết định chỉ đeo mũ bảo hiểm (và mặc một màu áo khác), họ có thể vượt qua vạch 23 m nếu đã bỏ mũ bảo hiểm ra khỏi đầu (và đặt nó an toàn ở một vị trí ngoài sân). Nếu bóng trở lại về phía khung thành của thủ môn mà thủ môn đó chưa kịp đội lại mũ bảo hiểm, người này vẫn được coi là có "quyền thủ môn". Điều đó có nghĩa họ không bị cấm sử dụng gậy để chơi bóng, trong khi đó thủ môn phải đội mũ bảo hiểm khi đối đầu với quả hạt đền góc hay quả đánh phạt đền. Mặc dù thủ môn được phép dùng chân và tay để phá bóng, họ cũng chỉ được sử dụng một mặt gậy. Họ cũng được phép xoạc bóng miễn là với mục đích phá bóng khỏi khung thành chứ không được nhắm vào đối phương.

## Giải đấu quốc tế
Hai sân chơi khúc côn cầu quốc tế lớn nhất là Thế vận hội và Hockey World Cup, đều là những sự kiện tổ chức 4 năm một lần. Ngoài ra còn có Champions Trophy được tổ chức thường niên dành cho sáu đội tuyển xếp hạng cao nhất. Khúc côn cầu cũng góp mặt ở Đại hội Thể thao Khối Thịnh vượng chung từ năm 1998. Ở nội dung nam Thế vận hội, tính tới năm 2012, Ấn Độ dẫn đầu về số lần giành huy chương vàng với 8 huy chương (6 lần liên tiếp). Ở nội dung của nữ, Úc và Hà Lan đều ba lần giành huy chương vàng.